# 水野武夫
水野 武夫（みずの たけお、1941年11月7日 - ）は、日本の弁護士、税理士。立命館大学大学院教授や、近畿弁護士会連合会理事長、日本弁護士連合会副会長、日本センチュリー交響楽団理事長等を歴任した。

## 人物・経歴
1960年京都府立鴨沂高等学校卒業。1964年立命館大学法学部卒業、国税庁入庁。1966年最高裁判所司法研修所司法修習生。1968年弁護士登録（大阪弁護士会）。
1978年立命館大学法学部非常勤講師。1983年神戸大学法学部非常勤講師。1984年税理士登録。1992年法務省人権擁護委員。1996年大阪市立大学法学部非常勤講師。1999年龍谷大学法学部教授。2000年向日市情報公開審査会会長。2001年大阪弁護士会会長、近畿弁護士会連合会理事長、日本弁護士連合会副会長。2002年アジア・太平洋人権情報センター理事、学校法人立命館監事。2006年立命館大学大学院法務研究科教授。
2006年大阪府公害審査会会長。2007年ODKソリューションズ監査役。2009年法務省法制審議会委員。2009年大阪府文化振興財団理事長。2011年日本センチュリー交響楽団理事長。